# Kotokolien
Kotokoli ist ein Häuptlingstum der Nation der Temba im westafrikanischen Togo, das bis zum 18. Jahrhundert zurückzuführen ist.

## Hintergrund
Der Titel des Herrschers ist Wuro Eso (heutige Schreibweise in Tem: Wúro Ɩsɔ́ɔ, in etwa: Gott-König). Die Herrscher werden vom Mola-Klan gestellt. Die Monarchie ist in neuerer Zeit muslimisch.
Der erste Wuro Esso war Tcha Djobo I. Der wohl bedeutendste und bis heute auch außerhalb von Togo hoch angesehene Herrscher war Wuro Esso Djobo IV Isifou Ayéva (Herrschaft im Zeitraum 1949–1980), seit 1949 durchgehend mit Sitz in Komah, einem Stadtteil von Sokodé.
Seit 2012 ist der Throninhaber Akoriko Ali.